# Spielvereinigung Greuther Fürth 2007-2008
Questa voce raccoglie le informazioni riguardanti la Spielvereinigung Greuther Fürth nelle competizioni ufficiali della stagione 2007-2008.

## Stagione
Nella stagione 2007-2008 il Greuther Fürth, allenato da Bruno Labbadia, concluse il campionato di 2. Bundesliga al 6º posto. In Coppa di Germania il Greuther Fürth fu eliminato al secondo turno dall'Hoffenheim.

## Rosa
| N. |                           | Ruolo | Calciatore         |
| -- | ------------------------- | ----- | ------------------ |
| 24 | Germania (bandiera)       | P     | Jens Grahl         |
| 27 | Germania (bandiera)       | P     | Sascha Kirschstein |
| 1  | Costa d'Avorio (bandiera) | P     | Stephan Loboué     |
| 32 | Germania (bandiera)       | D     | Timo Achenbach     |
| 14 | Germania (bandiera)       | D     | Tom Bertram        |
| 4  | Croazia (bandiera)        | D     | Marino Biliškov    |
| 3  | Bulgaria (bandiera)       | D     | Asen Karaslavov    |
| 5  | Germania (bandiera)       | D     | Jan Mauersberger   |
| 23 | Germania (bandiera)       | C     | Daniel Adlung      |
| 2  | Tunisia (bandiera)        | C     | Zied Bhairi        |
| 6  | Germania (bandiera)       | C     | Sascha Boller      |
| 10 | Germania (bandiera)       | C     | Thorsten Burkhardt |
| 8  | Germania (bandiera)       | C     | Marco Caligiuri    |

| N. |                      | Ruolo | Calciatore          |
| -- | -------------------- | ----- | ------------------- |
| 15 | Germania (bandiera)  | C     | Daniel Felgenhauer  |
| 18 | Germania (bandiera)  | C     | Leonhard Haas       |
| 9  | Croazia (bandiera)   | C     | Ivo Iličević        |
| 16 | Germania (bandiera)  | C     | Juri Judt           |
| 13 | Germania (bandiera)  | C     | Martin Lanig        |
| 25 | Germania (bandiera)  | C     | Nicolai Müller      |
| 7  | Germania (bandiera)  | C     | Bernd Nehrig        |
| 20 | Austria (bandiera)   | C     | Robert Schellander  |
| 17 | Filippine (bandiera) | C     | Stephan Schröck     |
| 33 | Germania (bandiera)  | A     | Cidimar             |
| 19 | Germania (bandiera)  | A     | Aleksandar Kotuljac |
| 11 | Germania (bandiera)  | A     | Stefan Reisinger    |

## Organigramma societario
Area tecnica
- Allenatore: Bruno Labbadia
- Allenatore in seconda: Eddy Sözer
- Preparatore dei portieri: Günther Reichold
- Preparatori atletici:

## Risultati

### 2. Bundesliga

#### Girone di andata
| Arbitro: | Kempter |

|              |           |               |
| Feldhahn 78’ | Marcatori | 54’ Achenbach |

| Arbitro: | Gräfe |

|                               |           |  |
| Nehrig 32’ Reisinger 74’, 90’ | Marcatori |  |

| Arbitro: | Kircher |

|  |           |                       |
|  | Marcatori | 39’ (rig.) Maierhofer |

| Arbitro: | Bandurski |

|                         |           |           |
| Lanig 43’ Reisinger 90’ | Marcatori | 11’ Braun |

| Colonia 16 settembre 2007, ore 14:00 CEST 5ª giornata | Colonia   | 0 – 0 referto | Greuther Fürth | RheinEnergieStadion (41 200 spett.)\| Arbitro: \| Gagelmann \| |
| Arbitro:                                              | Gagelmann |               |                |                                                                |

| Arbitro: | Dingert |

|                      |           |  |
| Nehrig 36’ Lanig 70’ | Marcatori |  |

| Arbitro: | Willenborg |

|                                |           |  |
| Vata 29’ Džaka 38’ Bogavac 49’ | Marcatori |  |

| Arbitro: | Zwayer |

|                         |           |                                 |
| Reisinger 28’ Lanig 63’ | Marcatori | 34’ Charalambides 49’ Torghelle |

| Arbitro: | Steinhaus |

|          |           |            |
| Lanig 7’ | Marcatori | 1’ Siegert |

| Arbitro: | Merk |

|  |           |                                    |
|  | Marcatori | 45’, 86’ Karaslavov 55’ Maierhofer |

| Arbitro: | Weiner |

|               |           |                     |
| Reisinger 90’ | Marcatori | 9’, 17’, 82’ Friend |

| Arbitro: | Anklam |

|                |           |                                 |
| Toppmöller 24’ | Marcatori | 59’ (aut.) Sieger 85’ Burkhardt |

| Arbitro: | Rafati |

|               |           |              |
| Reisinger 50’ | Marcatori | 49’ Pitroipa |

| Arbitro: | Schößling |

|              |           |  |
| Schüßler 66’ | Marcatori |  |

| Arbitro: | Welz |

|                                                           |           |                                  |
| Kotuljac 28’, 90’ Nehrig 35’ Lanig 41’ Reisinger 72’, 87’ | Marcatori | 19’, 66’ Reichenberger 60’ Manno |

| Arbitro: | Wingenbach |

|                                 |           |  |
| Ledezma 29’ Möhrle 57’ Kern 59’ | Marcatori |  |

| Arbitro: | Walz |

|                                           |           |           |
| Cidimar 16’, 56’ Burkhardt 46’ Adlung 80’ | Marcatori | 26’ Obasi |

#### Girone di ritorno
| Arbitro: | Christ |

|                              |           |  |
| Reisinger 14’ Kos 30’ (aut.) | Marcatori |  |

| Arbitro: | Frank |

|            |           |                           |
| Boakye 74’ | Marcatori | 51’ Kotuljac 88’ Biliškov |

| Arbitro: | Fischer |

|  |           |                   |
|  | Marcatori | 62’ Bellinghausen |

| Arbitro: | Stachowiak |

|                |           |           |
| Schnitzler 58’ | Marcatori | 45’ Lanig |

| Arbitro: | Schmidt |

|                         |           |                                          |
| Lanig 25’ Reisinger 85’ | Marcatori | 5’ (aut.) Mauersberger 14’ (rig.) Helmes |

| Arbitro: | Gräfe |

|                 |           |                                                         |
| Németh 17’, 88’ | Marcatori | 24’ Felgenhauer 27’, 41’ Kotuljac 83’ Lanig 90’ Cidimar |

| Arbitro: | Schößling |

|  |           |             |
|  | Marcatori | 90’ Richter |

| Arbitro: | Anklam |

|                  |           |  |
| Šimák 11’ (rig.) | Marcatori |  |

| Arbitro: | Schriever |

|          |           |               |
| Nicu 36’ | Marcatori | 78’ Achenbach |

| Arbitro: | Grudzinski |

|                               |           |              |
| Reisinger 5’, 56’ Cidimar 90’ | Marcatori | 25’ Bierofka |

| Arbitro: | Wagner |

|                            |           |  |
| Marin 5’, 56’ Neuville 50’ | Marcatori |  |

| Arbitro: | Kempter |

|                                |           |             |
| Biliškov 45’ Nehrig 84’ (rig.) | Marcatori | 69’ Agritis |

| Arbitro: | Rafati |

|                                |           |                       |
| Butscher 17’ Pitroipa 72’, 90’ | Marcatori | 3’ Lanig 62’ Kotuljac |

| Arbitro: | Dingert |

|           |           |             |
| Lanig 58’ | Marcatori | 76’ Krösche |

| Osnabrück 6 maggio 2008, ore 17:30 CEST 32ª giornata | Osnabrück | 0 – 0 referto | Greuther Fürth | Osnatel Arena (12 300 spett.)\| Arbitro: \| Zwayer \| |
| Arbitro:                                             | Zwayer    |               |                |                                                       |

| Arbitro: | Welz |

|                                     |           |                        |
| Biliškov 41’ Nehrig 73’, 90’ (rig.) | Marcatori | 67’ Möhrle 82’ Szabics |

| Arbitro: | Weiner |

|                                                        |           |  |
| Ba 39’ Salihović 69’ (rig.), 82’ Obasi 77’, 85’ (rig.) | Marcatori |  |

### Coppa di Germania
| Arbitro: | Fischer |

|            |           |                                |
| Hübner 67’ | Marcatori | 25’, 76’ Nehrig 90’ Maierhofer |

| Arbitro: | Christ |

|                              |           |              |
| Eduardo 6’ Copado 45’ (rig.) | Marcatori | 42’ Kotuljac |

## Statistiche

### Statistiche di squadra
| Competizione      | Punti | In casa | In casa | In casa | In casa | In casa | In casa | In trasferta | In trasferta | In trasferta | In trasferta | In trasferta | In trasferta | Totale | Totale | Totale | Totale | Totale | Totale | DR |
| Competizione      | Punti | G       | V       | N       | P       | Gf      | Gs      | G            | V            | N            | P            | Gf           | Gs           | G      | V      | N      | P      | Gf     | Gs     | DR |
| ----------------- | ----- | ------- | ------- | ------- | ------- | ------- | ------- | ------------ | ------------ | ------------ | ------------ | ------------ | ------------ | ------ | ------ | ------ | ------ | ------ | ------ | -- |
| 2. Bundesliga     | 52    | 17      | 9       | 5       | 3       | 35      | 21      | 17           | 5            | 5            | 7            | 18           | 26           | 34     | 14     | 10     | 10     | 53     | 47     | +6 |
| Coppa di Germania | -     | 0       | 0       | 0       | 0       | 0       | 0       | 2            | 1            | 0            | 1            | 4            | 3            | 2      | 1      | 0      | 1      | 4      | 3      | +1 |
| Totale            | -     | 17      | 9       | 5       | 3       | 35      | 21      | 19           | 6            | 5            | 8            | 22           | 29           | 36     | 15     | 10     | 11     | 57     | 50     | +7 |

### Andamento in campionato
| Giornata  | 1 | 2 | 3 | 4 | 5 | 6 | 7 | 8 | 9 | 10 | 11 | 12 | 13 | 14 | 15 | 16 | 17 | 18 | 19 | 20 | 21 | 22 | 23 | 24 | 25 | 26 | 27 | 28 | 29 | 30 | 31 | 32 | 33 | 34 |
| --------- | - | - | - | - | - | - | - | - | - | -- | -- | -- | -- | -- | -- | -- | -- | -- | -- | -- | -- | -- | -- | -- | -- | -- | -- | -- | -- | -- | -- | -- | -- | -- |
| Luogo     | T | C | T | C | T | C | T | C | C | T  | C  | T  | C  | T  | C  | T  | C  | C  | T  | C  | T  | C  | T  | C  | T  | T  | C  | T  | C  | T  | C  | T  | C  | T  |
| Risultato | N | V | V | V | N | V | P | N | N | V  | P  | V  | N  | P  | V  | P  | V  | V  | V  | P  | N  | N  | V  | P  | P  | N  | V  | P  | V  | P  | N  | N  | V  | P  |
| Posizione | 9 | 3 | 3 | 2 | 2 | 2 | 4 | 5 | 6 | 4  | 5  | 4  | 5  | 6  | 5  | 5  | 5  | 3  | 2  | 3  | 3  | 3  | 3  | 4  | 5  | 6  | 5  | 6  | 5  | 6  | 6  | 6  | 6  | 6  |

Legenda:

Luogo: C = Casa; T = Trasferta. Risultato: V = Vittoria; N = Pareggio; P = Sconfitta.

### Statistiche dei giocatori
| Giocatore       | 2. Bundesliga | 2. Bundesliga | 2. Bundesliga | 2. Bundesliga | Coppa di Germania | Coppa di Germania | Coppa di Germania | Coppa di Germania | Totale   | Totale | Totale      | Totale     |
| Giocatore       | Presenze      | Reti          | Ammonizioni   | Espulsioni    | Presenze          | Reti              | Ammonizioni       | Espulsioni        | Presenze | Reti   | Ammonizioni | Espulsioni |
| --------------- | ------------- | ------------- | ------------- | ------------- | ----------------- | ----------------- | ----------------- | ----------------- | -------- | ------ | ----------- | ---------- |
| J. Grahl        | -             | -             | -             | -             | -                 | -                 | -                 | -                 | -        | -      | -           | -          |
| S. Kirschstein  | 33            | 0             | 7             | 0             | 2                 | 0                 | 1                 | 0                 | 35       | 0      | 8           | 0          |
| S. Loboué       | 1             | 0             | 0             | 0             | -                 | -                 | -                 | -                 | 1        | 0      | 0           | 0          |
| T. Achenbach    | 31            | 2             | 3             | 1             | 2                 | 0                 | 0                 | 0                 | 33       | 2      | 3           | 1          |
| T. Bertram      | 6             | 0             | 2             | 0             | 1                 | 0                 | 1                 | 0                 | 7        | 0      | 3           | 0          |
| M. Biliškov     | 30            | 3             | 5             | 2             | 2                 | 0                 | 0                 | 0                 | 32       | 3      | 5           | 2          |
| A. Karaslavov   | 22            | 2             | 5             | 0             | 2                 | 0                 | 0                 | 0                 | 24       | 2      | 5           | 0          |
| J. Mauersberger | 22            | 0             | 2             | 0             | -                 | -                 | -                 | -                 | 22       | 0      | 2           | 0          |
| D. Adlung       | 28            | 1             | 4             | 0             | 2                 | 0                 | 0                 | 0                 | 30       | 1      | 4           | 0          |
| Z. Bhairi       | -             | -             | -             | -             | -                 | -                 | -                 | -                 | -        | -      | -           | -          |
| S. Boller       | 2             | 0             | 1             | 0             | -                 | -                 | -                 | -                 | 2        | 0      | 1           | 0          |
| T. Burkhardt    | 34            | 2             | 2             | 0             | 1                 | 0                 | 0                 | 0                 | 35       | 2      | 2           | 0          |
| M. Caligiuri    | 7             | 0             | 0             | 0             | 1                 | 0                 | 0                 | 0                 | 8        | 0      | 0           | 0          |
| D. Felgenhauer  | 30            | 1             | 6             | 1             | 1                 | 0                 | 0                 | 0                 | 31       | 1      | 6           | 1          |
| L. Haas         | 9             | 0             | 2             | 0             | -                 | -                 | -                 | -                 | 9        | 0      | 2           | 0          |
| I. Iličević     | 11            | 0             | 0             | 0             | -                 | -                 | -                 | -                 | 11       | 0      | 0           | 0          |
| J. Judt         | 20            | 0             | 4             | 0             | 2                 | 0                 | 0                 | 0                 | 22       | 0      | 4           | 0          |
| M. Lanig        | 28            | 10            | 14            | 0             | 2                 | 0                 | 1                 | 0                 | 30       | 10     | 15          | 0          |
| N. Müller       | 5             | 0             | 0             | 0             | 1                 | 0                 | 0                 | 0                 | 6        | 0      | 0           | 0          |
| B. Nehrig       | 29            | 6             | 9             | 1             | 2                 | 2                 | 1                 | 0                 | 31       | 8      | 10          | 1          |
| R. Schellander  | -             | -             | -             | -             | -                 | -                 | -                 | -                 | -        | -      | -           | -          |
| S. Schröck      | 25            | 0             | 5             | 1             | 1                 | 0                 | 0                 | 0                 | 26       | 0      | 5           | 1          |
| Cidimar         | 21            | 4             | 1             | 1             | 1                 | 0                 | 0                 | 0                 | 22       | 4      | 1           | 1          |
| A. Kotuljac     | 29            | 6             | 1             | 0             | 1                 | 1                 | 0                 | 0                 | 30       | 7      | 1           | 0          |
| S. Reisinger    | 34            | 12            | 3             | 0             | 2                 | 0                 | 1                 | 0                 | 36       | 12     | 4           | 0          |
| S. Maierhofer   | 10            | 2             | 1             | 0             | 2                 | 1                 | 0                 | 0                 | 12       | 3      | 1           | 0          |